# Jana Lahodová
Jana Lahodová provdaná Vudmasková (4. června 1957 Hradec Králové – 15. října 2010) byla československá pozemní hokejistka, držitelka stříbrné medaile z olympiády v Moskvě z roku 1980. Jana byla dcerou Heleny a Jaroslava Lahodových – zakladatelů pozemního hokeje v Hradci Králové. Byla vynikající dlouholetou hráčkou hradecké a poté i pražské Slavie, se kterou sbírala úspěchy na Pohárech mistrů evropských zemí. Byla také oporou reprezentačního družstva juniorek i žen a účastnicí několika mistrovství Evropy i světa. Jako jediná v historii hradeckého hokeje reprezentovala naši zemi na Letních olympijských hrách 1980 v Moskvě, a získala stříbrnou olympijskou medaili. V zápase s Polskem, který rozhodoval o zisku medailí pro náš tým, střelkyně rozhodujícího (a jediného) gólu utkání. Začínala ve Slávii Hradec Králové, odkud v polovině 70. let přišla do Slavie Praha. Po ukončení aktivní hráčské kariéry, pokračovala u pozemního hokeje jako rozhodčí a to i na mezinárodní úrovni. Dále pracovala v oddíle Sokola Kbely jako trenérka nejmenších dětí, které dovedla v roce 2010 k získání mistrovského titulu ČR.
Dne 15. října 2010 zemřela ve věku 53 let po dlouhé vážné nemoci.